# Kim Seong-dong
Pour les articles homonymes, voir Kim.
Kim Seong-dong, aussi transcrit Kim Seong-Dong, (en coréen : 김성동), né le 8 novembre 1947 à Boryeong (Chungcheong du Sud) et mort le 25 septembre 2022, est un écrivain sud-coréen.

## Biographie
Kim Seong-dong est né le 8 novembre 1947 à Boryeong dans la province de Chungcheongnam-do. Sa famille adhère activement au parti communiste en Corée du Sud, et, de ce fait, plusieurs de ses membres sont assassinés dans des circonstances troubles à la suite de règlements de compte politiques. Il grandit sous les moqueries de ses camarades et les remarques de ses relations qui lui reprochent ce passé communiste. Il apprend le chinois avec son grand-père et parvient à poursuivre ses études grâce au soutien financier de sa famille. 
Mais dès son entrée à l'université, il se rend compte que son passé communiste va lui fermer beaucoup de portes en Corée du Sud. À dix-neuf ans, il rencontre un moine qui l'initie au bouddhisme, à la suite de quoi il abandonne ses projets de succès et de carrière. À vingt-cinq ans, il projette d'aller étudier au Japon pour y approfondir sa connaissance du bouddhisme, mais là encore l'accès lui est refusé à cause de son passé communiste. Frustré par ces expériences malheureuses, il se tourne vers la littérature, tout en continuant à enrichir ses connaissances du bouddhisme. Bientôt, il entre dans un temple en tant que disciple d'un maître zen du nom de Jihyo. Mais en 1975, à la suite de la parution de sa nouvelle Moktakjo dans la revue Religion Weekly (Jugan jonggyo), il est accusé de perturber l'ordre du temple et est « excommunié » et exclu de l'ordre monastique. Il retourne alors dans le monde profane et commence à travailler pour plusieurs magazines littéraires et pour des maisons d'éditions. Mais c'est en 1978, avec la publication de Mandala dans la revue Littérature Coréenne (Hanguk Munhak) que sa carrière littéraire démarre réellement. 

## Œuvre
Comme son titre le laisse entendre, Mandala parle de bouddhisme. Faisant référence à la fois à son séjour au temple et à son retour au monde profane, l'auteur y évoque le conflit entre l'éveil spirituel et la rédemption du genre humain. Sa formation bouddhiste se retrouve aussi dans des œuvres telles que Distraction (« Sallan »), La lampe (« Deung »), et En descendant de la montagne (« Hasan »), récits qui reviennent sur le mode de vie exigeant des ascètes bouddhistes, et sur leur volonté de faire retour à leur nature originelle de Bouddha. 
Dans ses premiers textes, Kim Seong-dong est également revenu sur l'histoire de la Guerre de Corée. Dans la trilogie Ma mère et la grenouille (« Eomma wa gaeguri »), L'étoile (« Byeol »), La lune descendante (« Janwol »), l'image de la mère qui a « des problèmes d'estomac récurrents » renvoie aux conséquences sur les individus du traumatisme de la guerre et de la division du pays. Ainsi, l'auteur ne se concentre-t-il pas sur la guerre en elle-même mais sur ses effets sur les survivants — une guerre qui continue d'influencer sur leurs vies encore bien des années après être terminée. Dans Une cabane isolée (« Omaksari jip hanchae, » 1982), il continue à explorer l'origine des problèmes sociaux en Corée du Sud. Et c'est dans la Guerre de Corée qu'il voit les racines profondes des problèmes sociaux qui affectent la société sud-coréenne. 
En 1981, le cinéaste coréen Im Kwon-taek a adapté Mandala pour le cinéma. Le film — du même titre —  qu'il a réalisé a connu un vif succès.

## Œuvres
- 만다라, Mandala
- 엄마와 개구리, Ma mère et la grenouille
- 별, L'étoile
- 잔월, La lune descendante
- 오막살이 집 한채, Une cabane isolée (1982)
- 집, La maison (1989)
- 화려한 외출, Une magnifique promenade (1989)
- 국수, Des nouilles (1995)

### Traductions
- Kim Song [sic] Dong, Mandala, traduit par Jean Golfin et Kyoung-Hae Lee, Arles, Picquier, 1992, 238 p.